# Julie Bindel
Julie Bindel (20 de julho de 1962) é uma jornalista, escritora e feminista radical britânica, co-fundadora do grupo de reforma legal Justice for Women, que desde 1991 tem ajudado mulheres que foram processadas por matar parceiros agressores.
Ex-pesquisadora da Universidade de Lincoln (2014-2017) e ex-diretora assistente do Centro de Pesquisa sobre Violência, Abuso e Relações de Gênero da Universidade Leeds Beckett, o trabalho de Bindel se dedica a discutir sobre a violência masculina contra mulheres e crianças, especialmente no que diz respeito à prostituição, stalking, fundamentalismo religioso e tráfico de pessoas.
Bindel publicou mais de trinta capítulos e quatro livros, incluindo Straight Expectations (2014) e The Pimping of Prostitution (2017). Regularmente, ela também escreve colunas no The Guardian, New Statesman e Sunday Telegraph.

## Trabalhos selecionados
Livros
- (2003). Julie Bindel and Harriet Wistrich. The Map of My Life: The Story of Emma Humphreys, London: Astraia Press.
- (2014). Roger Matthews, Helen Easton, Lisa Young, and Julie Bindel. Exiting Prostitution: A Study in Female Desistance. London: Palgrave Macmillan.
- (2014). Julie Bindel. Straight Expectations. London: Guardian Books.
- (2017). Julie Bindel. The Pimping of Prostitution: Abolishing the Sex Work Myth. London: Palgrave Macmillan.

Capítulos de livro
- (1996), com Liz Kelly, et al. Domestic Violence Matters: An Evaluation of a Development Project. London: Home Office.
- (1996). "Women Overcoming Violence and Abuse: Information Pack on Topics Covered at the International Conference on Violence, Abuse and Women's Citizenship", Bradford: University of Bradford, Research Unit on Violence, Abuse and Gender Relations.
- (1996). "Neither an Ism nor a Chasm: Maintaining a Radical-Feminist Agenda in Broad-Based Coalitions" in Lynne Harne, Elaine Miller (eds.), All the Rage: Reasserting Radical Lesbian Feminism, London: Women's Press.
- (2003), com Liz Kelly. "A Critical Examination of Responses to Prostitution in Four Countries: Victoria, Australia; Ireland; the Netherlands; and Sweden", Child and Woman Abuse Studies Unit, London Metropolitan University.
- (2004). Profitable Exploits! Lap Dancing in the UK, London Metropolitan University,
- (2006). "Press for Change": A Guide for Journalists Reporting on the Prostitution and Trafficking of Women, Coalition Against Trafficking in Women.
- (2008), com Helen Atkins. Big Brothel: A Survey of the Off-street Sex Industry in London. London: The POPPY Project, Eaves Housing for Women
- (2009), com Melissa Farley e Jacqueline M. Golding. Men Who Buy Sex: Who They Buy and What They Know, Eaves Housing for Women (London) / Prostitution Research & Education (San Francisco). OCLC 602963873